# أنتوني دي أفيلا
أنتوني دي أفيلا (بالإسبانية: Antony de Ávila)‏ (مواليد 21 ديسمبر 1962) هو لاعب كرة قدم. يلعب مع منتخب كولومبيا لكرة القدم. سبق له أن لعب في كأس العالم لكرة القدم مع منتخب بلاده.

## روابط خارجية
- أنتوني دي أفيلا على موقع الاتحاد الدولي (مؤرشف)  (الإنجليزية)
- أنتوني دي أفيلا على موقع الدوري الأمريكي (الإنجليزية)
- أنتوني دي أفيلا على موقع قاعدة بيانات كرة القدم.إي يو (الإنجليزية)
- أنتوني دي أفيلا على موقع ناشيونال فوتبول تيمز (الإنجليزية)
- أنتوني دي أفيلا على موقع Soccerway.com (الإنجليزية)
- أنتوني دي أفيلا على موقع عالم كرة القدم.نت (الإنجليزية)